# 12974 Halitherses
12974 Halitherses (1973 SB2) là một thiên thể Troia của Sao Mộc.